# Panna

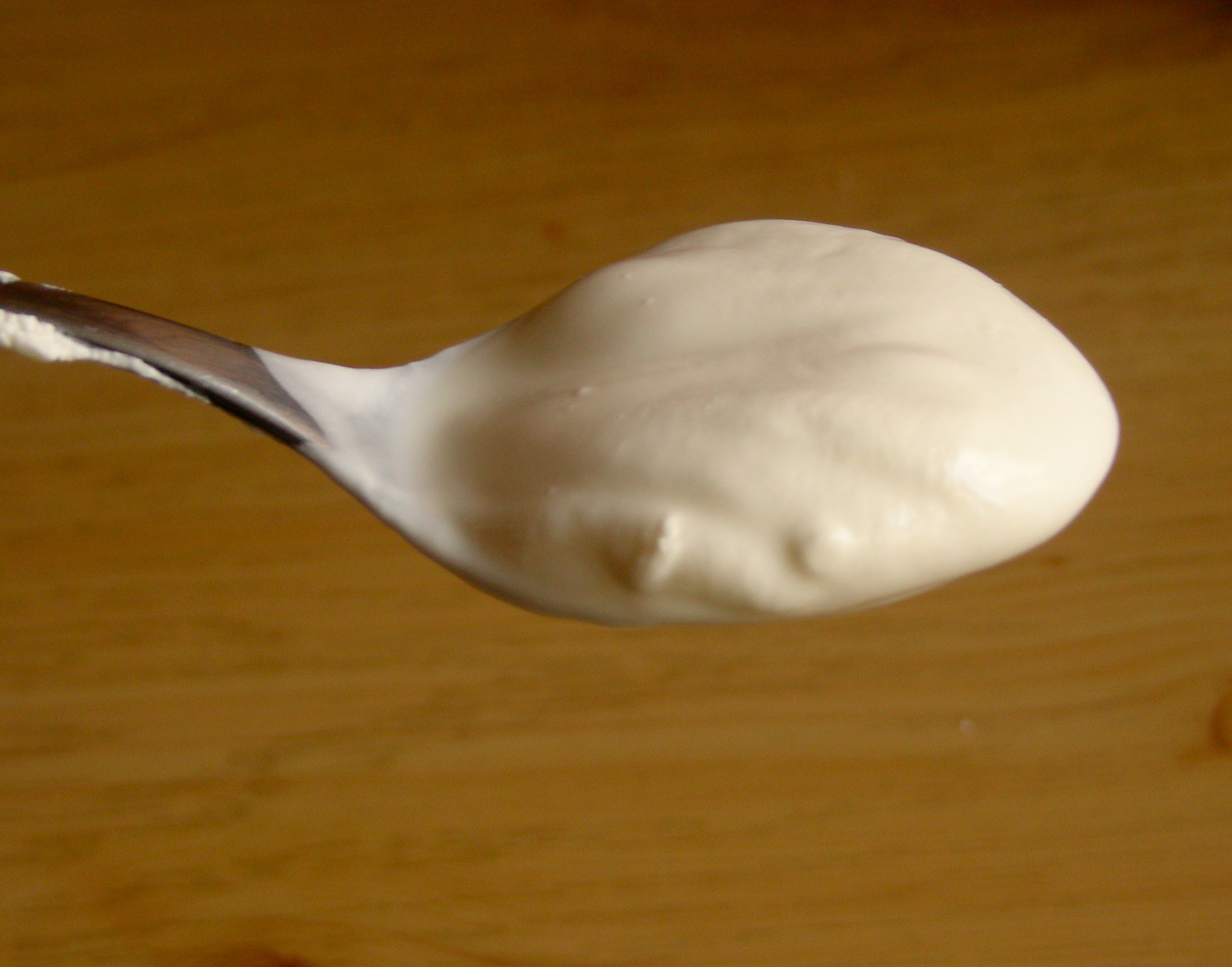
Un cucchiaino di panna

Spatola per panna

La panna, o crema di latte, è un latticino costituito dalla parte grassa del latte, ottenuta per affioramento spontaneo in seguito a decantazione lenta oppure tramite centrifugazione, un processo più veloce ed efficiente.
Secondo le direttive europee (regolamento CE n. 1308/2013) la panna deve contenere un minimo di grassi lattieri del 10%.

## Usi
La panna è la materia prima per produrre il burro; viene utilizzata in cucina come ingrediente in molte ricette e in pasticceria per confezionare dolci e gelati. Nella pasticceria la panna è molto utilizzata anche per bavaresi, mousse e semifreddi. In alcune di queste specialità non si usa la panna montata, ma quella semi montata, più voluminosa.
La panna si usa anche nella fabbricazione di alcuni formaggi molto grassi o per condire primi piatti come i tortellini alla boscaiola o il fumé.
Coagulando la panna con acido citrico o acido acetico alla temperatura di 75 °C si ottiene il mascarpone.

## Tipi di panne derivate

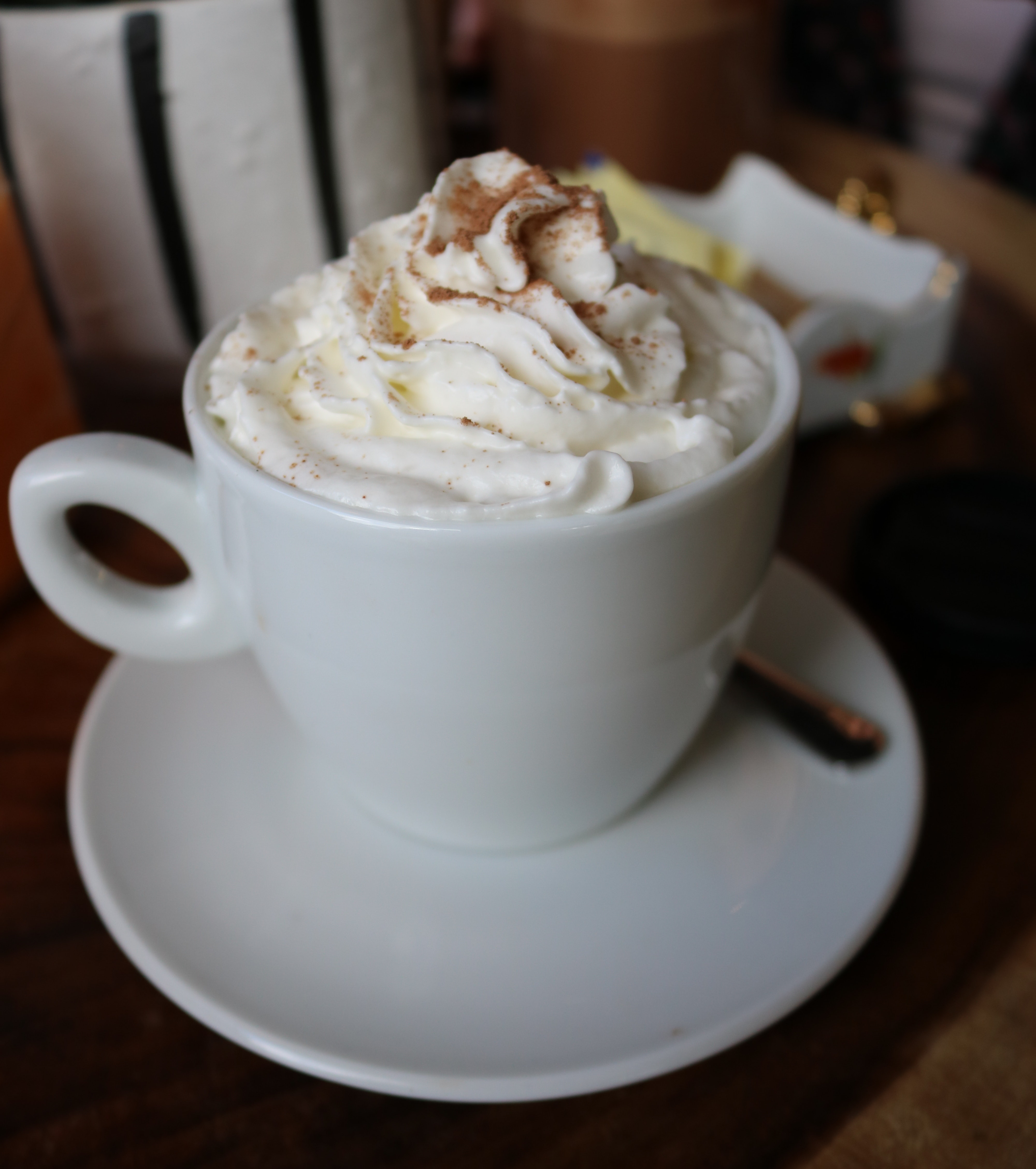
Tazza di cioccolata con panna montata

Dalla panna materia prima si ottengono anche vari tipologie di panna talvolta arricchite o addizionate e diversamente lavorate che si distinguono anche per il contenuto di grassi:
- la panna da caffetteria (in inglese half-and-half o half cream, in tedesco Kaffeesahne): contiene tra il 10 e il 20% di grassi;[3] negli Stati Uniti d'America deve contenere tra il 10,5 e il 18% di grassi;[5] in commercio esiste panna da caffetteria confezionata in piccole vaschette;
- la panna da cucina: chiamata anche "mezza panna", contiene tra il 20 e il 30% di grassi;[3] negli Stati Uniti d'America deve contenere tra il 18 e il 30% di grassi;[6]
- la panna da montare o panna da pasticceria: contiene almeno il 30% di grassi,[3] solitamente circa il 35%; negli Stati Uniti d'America deve contenere tra il 30 e il 36% di grassi;[7]
- la panna doppia: conosciuta anche come crème de gruyère contiene almeno il 45% di grassi[8].

Incorporando aria nella panna da montare si ottiene la panna montata, dalla consistenza soffice e schiumosa, usata soprattutto in pasticceria. In essa è consentita l'aggiunta di zucchero al di sotto del 15% o meglio ancora zucchero a velo, volendo anche vanigliato. È diffusa anche la panna spray, un composto formato generalmente dall'80% di panna da montare con zuccheri e latte magro; viene venduta in bomboletta e monta istantaneamente sotto pressione grazie al protossido di azoto.
La panna acida è ottenuta facendo fermentare la panna tramite alcuni batteri Lactobacillales.
Come accade per il latte, in commercio si trova sia panna fresca (cioè sottoposta a pastorizzazione) sia panna UHT (trattamento ad alta temperatura).